# Roman Micał
Roman Micał (* 13. Januar 1939 in Rzeszów; † 25. März 2021 in Gliwice) war ein polnischer Hockeyspieler.
Roman Micał begann seine Karriere bei Piast Gliwice in den 1950er Jahren und spielte bis 1959 für den Verein. Es folgten von 1959 bis 1974 mehrere Spielzeiten beim KS AZS-AWF Katowice, zwischen 1959 und 1961 spielte er während seines Militärdienstes für den WKS Grunwald Poznań. 1974 kehrte er zu Piast Gliwice zurück und spielte bis 1978 für den Klub.
Bereits im Alter von 16 Jahren wurde er erstmals in die Polnische Nationalmannschaft berufen, für die er insgesamt 36 Spiele bestritt und dabei ein Tor erzielte. Unter anderem nahm Micał mit der Nationalmannschaft an den Olympischen Spielen 1960 in Rom teil, wo das Team den 12. Rang belegte.
Nach seiner Spielerkarriere war er im Hockey als Trainer und Schiedsrichter aktiv.